# Thiacidas roseotincta
Auchenisa roseotincta là một loài bướm đêm trong họ Noctuidae.